# Europese kampioenschappen bowling 1977
De Europese kampioenschappen bowling 1977 waren door de FIQ-EZ georganiseerde kampioenschappen voor bowlers. De zesde Europese kampioenschappen vonden plaats in het Finse Helsinki van 18 tot en met 23 juni 1977.

## Resultaten

### Heren
|                | Goud | Zilver | Brons                                                                                                 |
| -------------- | --- | --- | --- |
| Masters        | Bernard Pujol | Norbert Griesert                                                                                              | Mats Karlsson                                                                                         |
| Doubles        | Arne Svein Ström Per Kittselsen                                                                                      | Jan Erik Larsen Erik Garder                                                                                   | Bernard Pujol Maurice Lesourd                                                                         |
| Teams of five  | Bernard Pujol Maurice Lesourd Jean-Pierre Horn Jean Michel Gournay Philippe Dubois                                   | Kjell Nordberg Ove Jonasson Göran Bergendorff Magnus Johnsson Ulf Lönngren                                    | Leo Hilokoski Niilo Olonen Martti Koskela Tauno Ranta Tapio Vuorinen                                  |
| Teams of eight | Kjell Nordberg Ove Jonasson Göran Bergendorff Magnus Johnsson Ulf Lönngren Lars Hedquist Björn Johansson Göran Grabe | Norbert Griesert Dieter Henrichs Friedheim Remmel Hans Lösch Jürgen Pelz Claus Hase Bernd Kornak Georg Winter | Raiston Reid Del Delaney Alan Fawcett Tommy Marshall Roger Creamer Phil Jones Geoff Buck Gerry Budgen |

### Dames
|               | Goud                                                                                     | Zilver                                                                                     | Brons                                                                                      |
| ------------- | ---------------------------------------------------------------------------------------- | ------------------------------------------------------------------------------------------ | ------------------------------------------------------------------------------------------ |
| Masters       | Lea Hilokoski                                                                            | Pauline Bowry                                                                              | Daniela Gruber                                                                             |
| Doubles       | Lea Hilokoski Eija Krogerus                                                              | Daniela Gruber Annedore Häfker                                                             | Svea Ljungkvist Gerda Öhman                                                                |
| Teams of five | Daniela Gruber Annedore Häfker Elke Brosch Gisela Insinger Dorothea Weiche               | Svea Ljungkvist Gerda Öhman Yvonne Nilsson Ingrid Sellgren Brigitte Linder                 | Francette Boire Odile Pocino Jacqueline Moulenac Annie Francois Nicole Crassat             |
| Teams of six  | Daniela Gruber Annedore Häfker Elke Brosch Gisela Insinger Dorothea Weiche Ursula Eckert | May Lenaerts Nora Haveneers Jacqueline Coudère Pats Pauwels Nicole Maes Carine Adriaenssen | Bea Van Heck Irene Groenert Jenny Van de Looverbosch Conny Schoutrop Babs Prinssen Nel Tel |